# غاجوبيرت
غاجوبيرت (بالفرنسية: Gajoubert)‏ هي إحدى بلديات مقاطعة فيين العليا في منطقة أقطانية الجديدة غرب وسط فرنسا.